# European Review for Medical and Pharmacological Sciences
L' European Review for Medical and Pharmacological Sciences  è una rivista medica in lingua inglese, peer-reviewed ed indicizzata nei principali database internazionali: Current Contents, EMBASE, Index Medicus, MEDLINE, Science Citation Index e Scopus.
Il suo impact factor del 2020 è stato pari a 3,507.